# The Book of David
Albums de DJ Quik
BlaQKout
(2009) The Midnight Life
(2014)
Singles
1. Luv of My Life
Sortie : 8 mars 2011
2. Real Women
Sortie : 29 mars 2011
3. Nobody
Sortie : 9 avril 2011

The Book of David est le huitième album studio de DJ Quik, sorti le 19 avril 2011.
Tous les titres sont produits par DJ Quik, à l'exception de Luv of My Life, coproduit par G-One.
L'album s'est classé 4e au Top Independent Albums, 5e au Top Rap Albums, 12e au Top R&B/Hip-Hop Albums et 55e au Billboard 200.
Il a été bien accueilli par la critique : Pitchfork l'a classé 29e sur son « Top 50 des albums de 2011 », Rap Radar l'a placé au 2e rang de sa liste des « Albums sous-estimés de 2011 » et Yahoo! Music lui a attribué la 43e place de sa liste des « 100 meilleurs albums de 2011 ».

## Liste des titres
| No  | Titre                                           | Contient un (des) sample(s) de                                                       | Durée |
| --- | ----------------------------------------------- | ------------------------------------------------------------------------------------ | ----- |
| 1.  | Fire and Brimstone                              |                                                                                      | 3:47  |
| 2.  | Do Today (featuring Jon B. et BlaKKazz K.K.)    | The Screams of Passion de The Family                                                 | 4:21  |
| 3.  | Ghetto Rendezvous                               |                                                                                      | 3:34  |
| 4.  | Luv of My Life (featuring Gift Reynolds)        |                                                                                      | 4:08  |
| 5.  | Babylon (featuring BlaKKazz K.K. et Bizzy Bone) |                                                                                      | 3:38  |
| 6.  | Killer Dope                                     |                                                                                      | 4:50  |
| 7.  | Real Women (featuring Jon B.)                   | Children of the World United d'Angela Bofill Check the Rhime de A Tribe Called Quest | 4:03  |
| 8.  | Poppin' (featuring BlaKKazz K.K.)               |                                                                                      | 3:40  |
| 9.  | Hydromatic (featuring Gift Reynolds et Jon B.)  | Greased Lightnin' de John Travolta                                                   | 2:57  |
| 10. | Across the Map (featuring Bizzy Bone et Bun B)  |                                                                                      | 2:58  |
| 11. | Nobody (featuring Suga Free)                    | Tonite de DJ Quik                                                                    | 3:37  |
| 12. | Boogie Till You Conk Out (featuring Ice Cube)   |                                                                                      | 3:07  |
| 13. | Flow for Sale (featuring Kurupt)                | Xxplosive de Dr. Dre et Hittman featuring Kurupt, Six-Two et Nate Dogg               | 2:54  |
| 14. | So Compton (featuring BlaKKazz K.K.)            |                                                                                      | 3:39  |
| 15. | Time Stands Still (featuring Dwele)             |                                                                                      | 4:29  |
| 16. | The End? (featuring Garry Shider)               |                                                                                      | 13:21 |